# Loin des yeux, près du cœur (film, 1915)
Pour plus de détails, voir Fiche technique et Distribution.
Loin des yeux, près du cœur est un film muet français réalisé par Maurice Le Forestier, sorti en 1915.
Le film est une adaptation du roman de Pierre Maël Loin des yeux, près du cœur, publié chez Hachette, en 1912.

## Fiche technique
- Titre : Loin des yeux, près du cœur
- Réalisation : Maurice Le Forestier
- Scénario : d'après le roman de Pierre Maël
- Photographie :
- Montage :
- Producteur :
- Société de production : Société cinématographique des auteurs et gens de lettres (S.C.A.G.L)
- Société de distribution :  Pathé Frères
- Pays d'origine :  France
- Métrage : 1 060 mètres
- Langue : film muet avec les intertitres en français
- Format : Noir et blanc — 35 mm — 1,33:1 — Muet
- Genre : Film dramatique
- Durée : 35 minutes 20
- Numéro de catalogue Pathé : 6977
- Dates de sortie :
  -  France : 9 juillet 1915

## Distribution
- Roger Monteaux :
- Mlle Neith-Blanc :
- Yvonne Sergyl :
- Aimé Simon-Girard :